# Валчедрм
Валчедрм (буг. Вълчедръм) град је у Републици Бугарској, у северозападном делу земље, седиште истоимене општине Валчедрм у оквиру Монтанске области.

## Географија
Положај: Валчедрм се налази у северозападном делу Бугарске. Од престонице Софије град је удаљен 150 km северно, а од обласног средишта, (Монтане град је удаљен 40 km северно.
Рељеф: Област Валчедрма се налази у југозападном делу Влашке низије. Град се сместио у равничарском подручју до реке Лом, на око 80 m надморске висине.
Клима: Клима у Валчедрму је континентална.
Воде: У области града има и више мањих потока. Река Дунав се налази 16 km северно.

## Говор
Општина Валчедрм је најисточнија тачка призренско-тимочког дијалекта српског језика.

## Историја
Област Валчедрма је првобитно било насељено Трачанима, а после њих овом облашћу владају стари Рим и Византија. Јужни Словени ово подручеје насељавају у 7. веку. Од 9. века до 1373. године област је била у саставу средњовековне Бугарске.
Крајем 14. века дата област је пала под власт Османлија, који владају облашћу 5 векова.
Године 1878. град је постао део савремене бугарске државе. Насеље постоје убрзо средиште окупљања за села у околини, са више јавних установа и трговиштем.

## Становништво
По проценама из 2010. године Валчедрм је имао око 3.800 становника. Огромна већина градског становништва су етнички Бугари. Остатак су махом Роми. Последњих деценија град губи становништво због удаљености од главних токова развоја у земљи.
Претежан вероисповест месног становништва је православна.